# スミスグループ
スミスグループ（英: Smiths Group plc）は、エネルギー業界向けのプロテクト製品や医療機器、計測器などの分野におけるエンジニアリング企業を保有する株式会社。イギリス・ロンドンに本社を置き、世界50カ国以上で事業を展開する。ロンドン証券取引所上場企業（LSE: SMIN）。

## 沿革
サミュエル・スミス（Samuel Smith）が、1851年にロンドン南部で設立したジュエリーショップを起源とする。家族経営の会社は1872年にウェストエンドに進出し、ダイヤモンド商人として宝石店チェーンを運営した。孫のアラン・ゴードン・スミス（Allan Gordon-Smith）は、自動車社会への移行を予期した上で速度計の開発に成功し、製品がイギリスの王室御用達として使用されたことから評判を高めた。
1914年にロンドン証券取引所に株式を上場し、第一次世界大戦の軍需需要に応えたことから急速に成長、ジョン・オールコックらによる世界初の大西洋無着陸横断の際にも、ビッカース ビミーにはスミスの機器が装備されていた。戦間期には電気時計の製造を中心に行い、第二次世界大戦では航空機計器工場を新設し、走行距離カウンターや速度計を大量生産した。
創立百周年の1951年にスコットランドで時計工場を新設、世界初のジェット旅客機であるデ・ハビランド DH.106 コメットにはスミスの機器が大量装備され、1953年のエドモンド・ヒラリーによる人類初のエベレスト山頂の際にも特注の低温対応時計を提供した。1958年のPortland Plasticsの買収（のちのスミスメディカル）を契機に医療機器分野に進出、DH.106 コメットの空中分解事故はスミスが航空機の研究を深める契機となり、1962年のヴィッカースの航空機に装備されたスミスの自動操縦装置がヒースロー空港へのブラインド着陸を成功させた。1960年代に入ると、スミスによる時計の生産は斜陽に入り生産終了に追い込まれたが、1970年代にアメリカ合衆国のボーイングがスミスの機器を採用、また医療機器分野が拡大したことから、スミスは新たな国際展開の時代を迎えた。
現在のスミスの収益の半分は1990年代以降のM&Aによって生み出されており、1994年にアメリカのDeltecを買収したことから、のちの「楽々フューザー」など医療用ポンプや血管部門への参入に繋がり、2000年にエンジニアリング企業のTI Group plcを買収し併合したことは、大企業としてのスミスの復活を印象づける出来事となった。2004年7月、呼吸器系機器を扱うアメリカのDHD Healthcareを買収、2005年3月、救急医療機器を手掛けるアメリカのメデックスを買収、2007年、GE・アビエーションに航空宇宙部門を売却した。

## 現在の部門
現在のスミスグループは以下の5つの部門から構成されている。
- ジョン・クレーン（John Crane） -  エネルギー業界向けのメカニカルシールやフィルターソリューションを提供。現在の最大部門であり、本部はアメリカ・ミネソタ州・シカゴ[9]。
- スミスメディカル（Smiths Medical） -  医療機器の開発・製造。本部はアメリカ・ミネソタ州・セントポール。
- スミスディテクション（Smiths Detection） -  探知機や検査・スクリーニングソリューションを提供。本部はロンドン。
- スミスインターコネクト（Smiths Interconnect） -  防衛など各産業向けにコネクト機器・プロテクト機器などの製造。 本部はロンドン。
- フレックス・テック（Flex-Tek） -  ヒーターやホースなどの製造を通じて流体および加熱ソリューションを提供。本部はアメリカ・サウスカロライナ州・グリーンウッド。

## 日本におけるスミスグループ
日本では、スミスメディカル、スミスディテクション、ジョン・クレーンの3部門が日本法人を持つ。「スミスメディカル・ジャパン株式会社」は赤坂に、「スミス・ディテクション・ジャパン合同会社」はメトロシティ神谷町に、「日本ジョン・クレーン株式会社」は滋賀県栗東市にそれぞれオフィスを持つ。